# Filmografia d'Alfred Hitchcock
El nombre total de llargmetratges realitzats per Alfred Hitchcock pel cinema és de cinquanta-quatre, o cinquanta-tres si s'omet Mary, versió de Murder rodat amb actors alemanys. La primera és en realitat The Pleasure Garden, i no Number Thirteen, que va romandre inacabada i de la qual el que s'havia rodat sembla avui perdut.  The Mountain Eagle , la segona pel·lícula de Hitchcock, és igualment considerada com a perduda. Blackmail  existeix en dues versions: l'una, muda i l'altra sonora. Pel que fa a Crim perfecte existeix una versió «2-D»- és l'única versió disponible en suport DVD- i ha estat en algunes rares ocasions projectat en «3-D». Alfred Hitchcock ha dirigit d'altra banda vint episodis d'una sèrie de televisió la durada dels quals varia d'una mitja hora a una hora aproximadament.
Destacar que, les tres primeres bobines de la pel·lícula The White Shadow, que es creia totalment perduts, han estat trobats l'agost de 2011 a Nova Zelanda. Aquestes imatges són les més antigues que es coneixen del mestre del suspens.
La taula de sota inventaria les direccions d'Alfred Hitchcock en el cinema i a la televisió. Pel que fa al començament de Hitchcock, la taula s'estén a les pel·lícules en les quals el cineasta ha col·laborat, essencialment les dirigides per Graham Cutts. Pel que fa a la televisió, i sobretot la sèrie Alfred Hitchcock Presents, només es referencien els episodis realitzats per Hitchcock en persona. Les obres són classificades cronològicament, en l'ordre de la seva primera presentació pública (cinema) o de la seva primera difusió (TV), en un intent de reflectir el millor possible el recorregut creatiu del director.
El 8 de gener de 2014 el diari The Independent va anunciar que s'havia restaurat un documental que Hitchcock havia rodat sobre l'holocaust nazi, i que es podria projectar de manera íntegra a finals d'aquell any. Les imatges van ser descobertes a la dècada del 1980 per un investigador estatunidenc, i, temps després, se'n va projectar una part el 1984 al Festival Internacional de Cinema de Berlín amb el títol Memory of the Camps.

## Filmografia
| Any/Data | Títol català                 | Títol original                                              | Cine/TV         | Tècnica     | País     | Funció         | Gènere | Producció                                                                                       | Actors                                                               |
| -------- | ---------------------------- | ----------------------------------------------------------- | --------------- | ----------- | -------- | -------------- | ------ | ----------------------------------------------------------------------------------------------- | -------------------------------------------------------------------- |
| 1922     |                              | Number Thirteen                                             | Cin (inacabada) | Cinema mut  | GB       | Di, Pr         |        | -                                                                                               | Clare Greet, Ernest Thesiger                                         |
| 1923     |                              | Woman to Woman*                                             | Cin (col·lab.)  | Mut         | GB       | AR, De, Gu     |        | Balcon, Freedman & Saville, Dir.: Graham Cutts                                                  | Betty Compson, Clive Brook                                           |
| 1923     |                              | The White Shadow*                                           | Cin (col·lab.)  | Mut         | GB       | AR, De, Mo, Gu |        | Balcon, Freedman & Saville, Dir.: Graham Cutts                                                  | Betty Compson, Clive Brook                                           |
| 1923     |                              | Always Tell Your Wife                                       | Cin (CM)        | Mut         | GB       | Di             |        | Seymour Hicks, Dir.: Hugh Croise i A. Hitchcock                                                 | Seymour Hicks                                                        |
| 1924     |                              | The Passionate Adventure*                                   | Cin (col·lab.)  | Mut         | GB       | AR, De, Gu     |        | Gainsborough, Dir.: Graham Cutts                                                                | Alice Joyce, Clive Brook                                             |
| 1925     |                              | Die Prinzessin und der Geiger* (al.) The Blackguard (angl.) | Cin (col·lab.)  | Mut         | GB/ All. | AR, De, Gu     |        | Gainsborough, UFA, Dir.: Graham Cutts                                                           | Jane Novak, Walter Rilla                                             |
| 1925     |                              | The Pleasure Garden                                         | Cin             | Mut         | GB/ All. | Di             |        | Gainsborough, Münchner Lichtspielkunst                                                          | Virginia Valli, Miles Mander                                         |
| 1925     |                              | The Prude's Fall*                                           | Cin (col·lab.)  | Mut         | GB       | AR, De, Gu     |        | Balcon, Freedman & Saville, Dir.: Graham Cutts                                                  | Jane Novak, Warwick Ward, Miles Mander                               |
| 1926     |                              | The Mountain Eagle                                          | Cin             | Mut         | GB/ All. | Di             |        | Gainsborough, Münchner Lichtspielkunst                                                          | Nita Naldi, Malcolm Keen                                             |
| 1927     |                              | The Lodger                                                  | Cin             | Mut         | GB       | Di             | Th     | Gainsborough, Carlyle Blackwell                                                                 | Ivor Novello, June Tripp, Malcolm Keen                               |
| 1927     |                              | The Ring                                                    | Cin             | Mut         | GB       | Di             |        | British International                                                                           | Carl Brisson, Lillian Hall-Davis                                     |
| 1927     |                              | Downhill                                                    | Cin             | Mut         | GB       | Di             |        | Gainsborough                                                                                    | Ivor Novello, Isabel Jeans                                           |
| 1928     |                              | The Farmer's Wife                                           | Cin             | Mut         | GB       | Di             |        | British International                                                                           | Jameson Thomas, Lillian Hall-Davis                                   |
| 1928     |                              | Easy Virtue                                                 | Cin             | Mut         | GB       | Di             |        | Gainsborough                                                                                    | Franklin Dyall, Isabel Jeans                                         |
| 1928     |                              | Champagne                                                   | Cin             | Mut         | GB       | Di, Gu         |        | British International                                                                           | Betty Balfour, Gordon Harker                                         |
| 1929     |                              | The Manxman                                                 | Cin             | Mut         | GB       | Di             |        | British International                                                                           | Anny Ondra, Carl Brisson                                             |
| 1929     |                              | Blackmail                                                   | Cin             | Mut Parlant | GB       | Di, Gu         | Th     | British International                                                                           | Anny Ondra, John Longden                                             |
| 1929     |                              | Juno and the Paycock                                        | Cin             | B&N         | GB       | Di, Gu         | Dr     | British International                                                                           | Sara Allgood, John Longden                                           |
| 1930     |                              | Elstree Calling                                             | Cin             | B&N         | GB       | Di             | Mu     | British International, Dir.: André Charlot, Jack Hulbert, Paul Murray i A. Hitchcock            | Gordon Begg                                                          |
| 1930     |                              | An Elastic Affair                                           | Cin (CM)        | B&N         | GB       | Di             | Co     | British International                                                                           | Cyril Butcher, Aileen Despard                                        |
| 1930     |                              | Murder                                                      | Cin             | B&N         | GB       | Di             | Th     | British International                                                                           | Herbert Marshall, Norah Baring                                       |
| 1931     |                              | The Skin Game                                               | Cin             | B&N         | GB       | Di, Gu         | Dr     | British International                                                                           | Edmund Gwenn, John Longden                                           |
| 1931     | Mary                         | Mary                                                        | Cin             | B&N         | GB/ All. | Di             | Th     | British International                                                                           | Olga Tschechowa, Paul Graetz, Alfred Abel                            |
| 1932     |                              | Rich and Strange                                            | Cin             | B&N         | GB       | Di, Gu         |        | British International                                                                           | Henry Kendall, Joan Barry                                            |
| 1932     |                              | Number Seventeen                                            | Cin             | B&N         | GB       | Di             | Th     | British International                                                                           | Leon M. Lion, Anne Grey                                              |
| 1934     |                              | Waltzes from Vienna                                         | Cin             | B&N         | GB       | Di             | Mu     | Gaumont British (Tom Arnold)                                                                    | Esmond Knight, Edmund Gwenn, Fay Compton                             |
| 1934     |                              | The Man Who Knew Too Much                                   | Cin             | B&N         | GB       | Di             | Th     | Gaumont British                                                                                 | Leslie Banks, Edna Best, Peter Lorre                                 |
| 1935     | Els trenta-nou graons        | The 39 Steps                                                | Cin             | B&N         | GB       | Di             | Th, Es | Gaumont British                                                                                 | Robert Donat, Madeleine Carroll                                      |
| 1936     | Agent secret                 | Secret Agent                                                | Cin             | B&N         | GB       | Di             | Th, Es | Gaumont British                                                                                 | John Gielgud, Madeleine Carroll, Robert Young, Peter Lorre           |
| 1936     |                              | Sabotage                                                    | Cin             | B&N         | GB       | Di             | Th     | Gaumont British, Shepherd                                                                       | Sylvia Sidney, John Loder, Oskar Homolka                             |
| 1937     | Innocència i joventut        | Young and Innocent                                          | Cin             | B&N         | GB       | Di             | Th     | Gaumont British                                                                                 | Derrick De Marney, Nova Pilbeam                                      |
| 1938     | Alarma a l'exprés            | The Lady Vanishes                                           | Cin             | B&N         | GB       | Di             | Th, Es | Gainsborough                                                                                    | Margaret Lockwood, Michael Didgrave, May Whitty                      |
| 1939     |                              | Jamaica Inn                                                 | Cin             | B&N         | GB       | Di             | Av     | Mayflower                                                                                       | Maureen O'Hara, Charles Laughton                                     |
| 1940     |                              | Rebecca                                                     | Cin             | B&N         | EUA      | Di             | Dr, Th | Selznick                                                                                        | Joan Fontaine, Laurence Olivier                                      |
| 1940     | Enviat especial              | Foreign Correspondent                                       | Cin             | B&N         | EUA      | Di             | Th     | United Artists (Walter Wanger)                                                                  | Joel McCrea, Laraine Daye                                            |
| 1941     | Matrimoni original           | Mr. and Mrs. Smith                                          | Cin             | B&N         | EUA      | Di             | Co     | RKO                                                                                             | Carole Lombard, Robert Montgomery                                    |
| 1941     | Sospita                      | Suspicion                                                   | Cin             | B&N         | EUA      | Di             | Th     | RKO                                                                                             | Joan Fontaine, Cary Grant                                            |
| 1942     |                              | Saboteur                                                    | Cin             | B&N         | EUA      | Di             | Th, Es | Universal (Frank Lloyd)                                                                         | Robert Cummings, Priscilla Lane                                      |
| 1943     |                              | Shadow of a Doubt                                           | Cin             | B&N         | EUA      | Di             | Th     | Universal (Jack H. Skirball)                                                                    | Joseph Cotten, Teresa Wright                                         |
| 1944     |                              | Aventure malgache                                           | Cin (CM)        | B&N         | GB       | Di             | Gr     | Ministry of Information                                                                         | Paul Bonifas, Paul Clarus                                            |
| 1944     |                              | Bon Voyage                                                  | Cin (CM)        | B&N         | GB       | Di             | Gr     | Ministry of Information                                                                         |                                                                      |
| 1944     |                              | The Fighting Generation                                     | Cin (CM)        | B&N         | EUA      | Di             | Doc    | RKO Pathé (Vanguard)                                                                            | Jennifer Jones                                                       |
| 1944     |                              | Watchtower Over Tomorrow                                    | Cin (CM)        | B&N         | EUA      | Di             | Dr     | U.S. Office of War Information, Dir.: John Cromwell, Harold F. Kress, A. Hitchcock i Elia Kazan | Edward R. Stettinius Jr.                                             |
| 1944     | El bot salvavides            | Lifeboat                                                    | Cin             | B&N         | EUA      | Di, Gu, Pr     | Th, Gr | 20th Century Fox                                                                                | Tallulah Bankhead, William Bendix                                    |
| 1945     |                              | Spellbound                                                  | Cin             | B&N         | EUA      | Di             | Th, Ps | Selznick (Vanguard)                                                                             | Gregory Peck, Ingrid Bergman                                         |
| 1946     |                              | Notorious                                                   | Cin             | B&N         | EUA      | Di, Gu, Pr     | Th, Es | RKO (Vanguard)                                                                                  | Cary Grant, Ingrid Bergman, Claude Rains                             |
| 1947     |                              | The Paradine Case                                           | Cin             | B&N         | EUA      | Di             | Th, Dr | Selznick (Vanguard)                                                                             | Gregory Peck, Alida Valli, Louis Jourdan, Ann Todd, Charles Laughton |
| 1948     | La soga                      | Rope                                                        | Cin             | Col.        | EUA      | Di, Pr         | Th     | Transatlantic, Warner Bros.                                                                     | Farley Granger, John Dall, James Stewart                             |
| 1949     |                              | Under Capricorn                                             | Cin             | Col.        | GB       | Di, Pr         | Dr     | Transatlantic                                                                                   | Ingrid Bergman, Michael Wilding, Joseph Cotten                       |
| 1950     | Pànic a l'escenari           | Stage Fright                                                | Cin             | B&N         | EUA      | Di, Pr         | Th     | Warner Bros.                                                                                    | Jane Wyman, Michael Wilding, Marlene Dietrich, Richard Todd          |
| 1951     | Estranys en un tren          | Strangers on a Train                                        | Cin             | B&N         | EUA      | Di, Pr         | Th     | Warner Bros.                                                                                    | Farley Granger, Robert Walker, Ruth Roman                            |
| 1953     | Jo confesso                  | I Confess                                                   | Cin             | B&N         | EUA      | Di, Pr         | Th     | Warner Bros.                                                                                    | Montgomery Clift, Anne Baxter, Karl Malden                           |
| 1954     | Crim perfecte                | Dial M for Murder                                           | Cin             | Col., 3D    | EUA      | Di, Pr         | Th     | Warner Bros.                                                                                    | Ray Milland, Grace Kelly, Robert Cummings                            |
| 1954     | La finestra indiscreta       | Diar Window                                                 | Cin             | Col.        | EUA      | Di, Pr         | Th     | Paramount, Patron Inc.                                                                          | James Stewart, Grace Kelly                                           |
| 1955     |                              | To Catch a Thief                                            | Cin             | Col.        | EUA      | Di, Pr         | Th     | Paramount                                                                                       | Cary Grant, Grace Kelly                                              |
| 1955     |                              | The Trouble with Harry                                      | Cin             | Col.        | EUA      | Di, Pr         | Co     | Paramount, Hitchcock co.                                                                        | John Forsythe, Shirley MacLaine                                      |
| 1955     |                              | Alfred Hitchcock Presents                                   | TV              | B&N         | EUA      | Di, Pr         |        | Shamley                                                                                         | Ralph Meeker, Vera Miles                                             |
| 1955     |                              | Breakdown                                                   | TV              | B&N         | EUA      | Di             |        | Shamley                                                                                         | Joseph Cotten, Raymond Bailey                                        |
| 1955     |                              | The Case of Mr Pelham                                       | TV              | B&N         | EUA      | Di             |        | Shamley                                                                                         | Tom Ewell                                                            |
| 1956     |                              | Back for Christmas                                          | TV              | B&N         | EUA      | Di             |        | Shamley                                                                                         | John Williams                                                        |
| 1956     | L'home que sabia massa       | The Man Who Knew Too Much                                   | Cin             | Col.        | EUA      | Di, Pr         | Th     | Paramount, Filwite                                                                              | James Stewart, Doris Day                                             |
| 1956     |                              | Wet Satursday                                               | TV              | B&N         | EUA      | Di             |        | Shamley                                                                                         | John Williams, Cedric Hardwicke                                      |
| 1956     | Fals culpable                | The Wrong Man                                               | Cin             | B&N         | EUA      | Di, Pr         | Dr     | Warner Bros.                                                                                    | Henry Fonda, Vera Miles                                              |
| 1956     |                              | Mr Blanchard's Secret                                       | TV              | B&N         | EUA      | Di             |        | Shamley                                                                                         | Dayton Lummis                                                        |
| 1957     |                              | One More Mile to Go                                         | TV              | B&N         | EUA      | Di             |        | Shamley                                                                                         | David Wayne                                                          |
| 1957     |                              | Four o'clock                                                | TV              | B&N         | EUA      | Di, Pr ex.     |        | Shamley                                                                                         | Harry Dean Stanton                                                   |
| 1957     |                              | The Perfect Crime                                           | TV              | B&N         | EUA      | Di             |        | Shamley                                                                                         | Vincent Price                                                        |
| 1958     |                              | Lamb to the Slaughter                                       | TV              | B&N         | EUA      | Di             |        | Shamley                                                                                         | Barbara Bel Geddes, Harold J. Stone                                  |
| 1958     | Vertigen (D'entre els morts) | Vertigo                                                     | Cin             | Col.        | EUA      | Di, Pr         | Th, Dr | Paramount, Hitchcock co.                                                                        | James Stewart, Kim Novak, Barbara Bel Geddes                         |
| 1958     |                              | Dip in the Pool                                             | TV              | B&N         | EUA      | Di             |        | Shamley                                                                                         | Keenan Wynn, Fay Wray                                                |
| 1958     |                              | Poison                                                      | TV              | B&N         | EUA      | Di             |        | Shamley                                                                                         | James Donald, Wendell Corey                                          |
| 1959     |                              | Banquo's Chair                                              | TV              | B&N         | EUA      | Di             |        | Shamley                                                                                         | John Williams, Hilda Plowright                                       |
| 1959     | Perseguit per la mort        | North by Northwest                                          | Cin             | Col.        | EUA      | Di, Pr         | Th     | MGM, Loew's                                                                                     | Cary Grant, Eva Marie Saint                                          |
| 1959     |                              | Arthur                                                      | TV              | B&N         | EUA      | Di             |        | Shamley                                                                                         | Laurence Harvey, Patrick Macnee                                      |
| 1959     |                              | The Crystal Trench                                          | TV              | B&N         | EUA      | Di             |        | Shamley                                                                                         | James Donald, Patricia Owens, Patrick Macnee                         |
| 1960     |                              | Incident at a Corner                                        | TV              | Col.        | EUA      | Di             |        | Shamley                                                                                         | Vera Miles                                                           |
| 1960     | Psicosi                      | Psycho                                                      | Cin             | B&N         | EUA      | Di, Pr         | Th, Ps | Shamley                                                                                         | Anthony Perkins, Janet Leigh, Martin Balsam, Vera Miles              |
| 1960     |                              | Mrs Bisby and the Colonel's Coat                            | TV              | B&N         | EUA      | Di             |        | Shamley                                                                                         | Audrey Meadows, Alden Chase                                          |
| 1961     |                              | The Horse Player                                            | TV              | B&N         | EUA      | Di             |        | Shamley                                                                                         | Claude Rains                                                         |
| 1961     |                              | Bang ! You're Dead                                          | TV              | B&N         | EUA      | Di             | Th     | Shamley                                                                                         | Stephen Dunne, Biff Eliot, Lucy Prentis                              |
| 1962     |                              | I Saw the Whole Thing                                       | TV              | B&N         | EUA      | Di             |        | Shamley                                                                                         | John Forsythe                                                        |
| 1963     | Els ocells                   | Birds                                                       | Cin             | Col.        | EUA      | Di, Pr         | Th, Fa | Universal, Hitchcock co.                                                                        | Tippi Hedren, Rod Taylor                                             |
| 1964     | Marnie                       | Marnie                                                      | Cin             | Col.        | EUA      | Di, Pr         | Th, Ps | Universal                                                                                       | Tippi Hedren, Sean Connery                                           |
| 1966     | Cortina esquinçada           | Torn Curtain                                                | Cin             | Col.        | EUA      | Di, Pr         | Th, Es | Universal                                                                                       | Paul Newman, Julie Andrews                                           |
| 1969     | Topaz                        | Topaz                                                       | Cin             | Col.        | EUA      | Di, Pr         | Th, Es | Universal                                                                                       | Frederick Stafford, John Forsythe                                    |
| 1972     | Frenesí                      | Frenzy                                                      | Cin             | Col.        | GB       | Di, Pr         | Th     | Universal                                                                                       | Jon Finch, Anna Massey, Barry Foster                                 |
| 1976     | Family Plot, la trama        | Family Plot                                                 | Cin             | Col.        | EUA      | Di, Pr         | Th     | Universal                                                                                       | Barbara Harris, Bruce Dern, William Devane, Karen Black              |
| 1980     |                              | The Short Night                                             | Cin             |             |          |                |        |                                                                                                 |                                                                      |